# 大謝米亞奇克火山
54°19′N 160°01′E / 54.32°N 160.02°E
大謝米亞奇克火山（俄语：Большой Семячик），是俄羅斯的火山，位於該國東部堪察加半島東部，海拔高度1,720米，最近一次火山噴發在公元前4450年左右發生。